# 圣马尔特 (洛特-加龙省)
圣马尔特（法語：Sainte-Marthe）是法国洛特-加龙省的一个市镇，属于马尔芒德区（Marmande）勒马达热奈县（Le Mas-d'Agenais）。该市镇总面积9.65平方公里，2009年时的人口为481人。

## 人口
圣马尔特人口变化图示